# فكرية محمد
فكرية محمد (1924 - 1987) هي راقصة وممثلة مصرية.

## حياتها
من مواليد 1924 وبدأت نشاطها الفني في منتصف الأربعينيات واتجهت إلى السينما المصرية  لتقوم بالتمثيل في خمس أفلام في فترة الخمسينيات.

## قائمة أعمالها
فيلم «قمر 14» للمخرج نيازي مصطفى عام 1950
فيلم «فرجت» للمخرج حسين فوزي عام 1951
فيلم «الأسطى حسن» للمخرج صلاح أبو سيف عام 1952
فيلم «لسانك حصانك» للمخرج عباس كامل عام 1953
فيلم «المقدر والمكتوب» للمخرج عباس كامل عام 1953

## وصلات خارجية
- فكرية محمد على موقع الدهليز
- فكرية محمد على موقع قاعدة بيانات الأفلام العربية

فكرية محمدعلى موقع كاروهات